# Universidad Nacional de la Amazonía Peruana
La Universidad Nacional de la Amazonía Peruana (UNAP) es una casa de estudios superiores peruana creada el 14 de enero de 1961 mediante Ley 13498, dada por el gobierno de don Manuel Prado Ugarteche, respondiendo a diversas acciones que la comunidad loretana venía, hasta ese entonces, realizando, con el fin de contar con una institución de estudios superiores en Iquitos.

## Historia

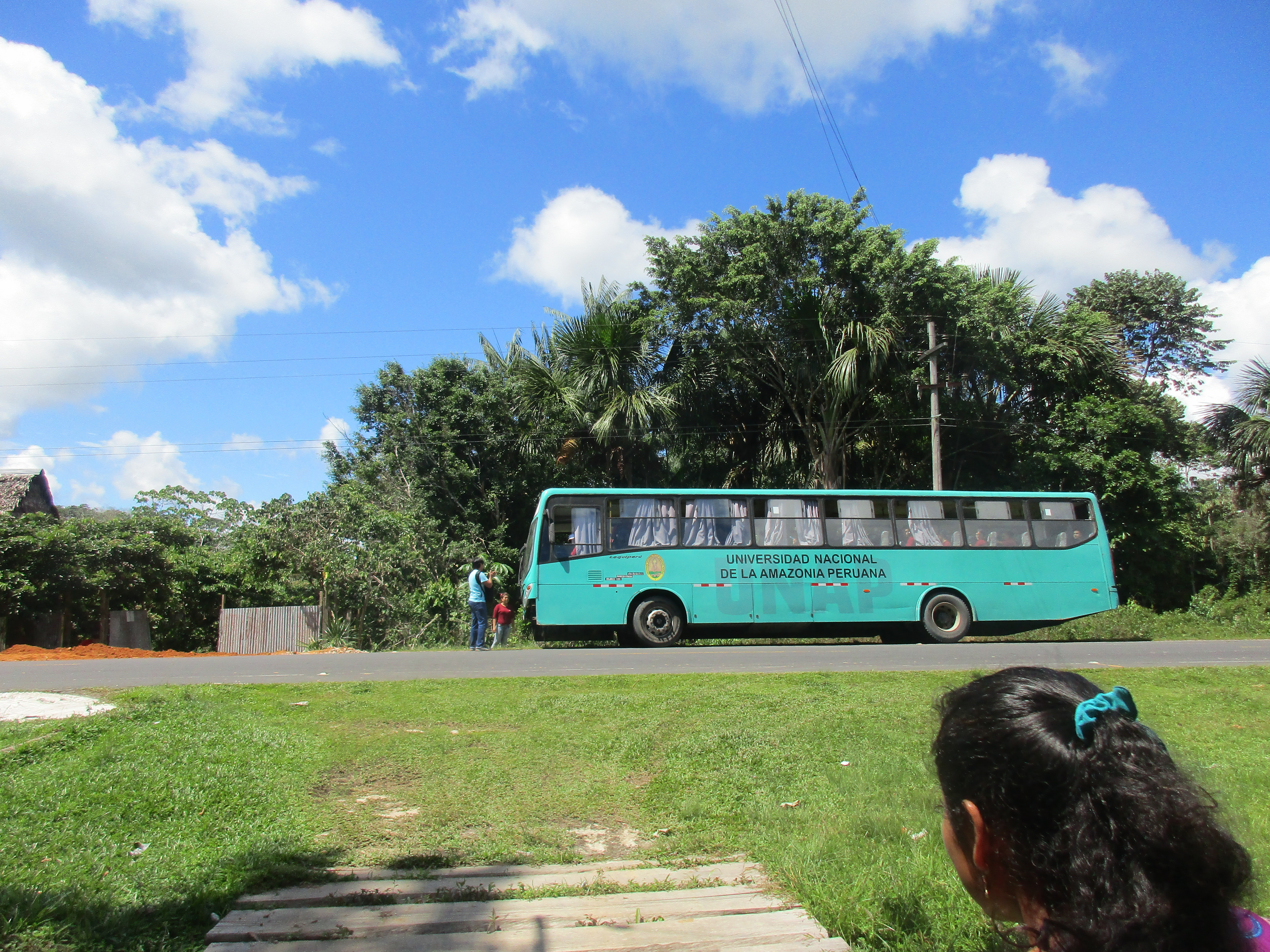
Bus de la UNAP brindando servicio de transporte al alumnado de la UPO durante una visita de estos últimos a la Reserva nacional Allpahuayo Mishana.

En sus inicios, la universidad poseía la Escuela de Ingeniería Química-Industrial, la Escuela de Agronomía, la Escuela de Mecánica y Electricidad y el Institutos técnicos de grado medio y centros de capacitación para obreros. Además, disponía el funcionamiento de un Instituto de Investigación de los Recursos Naturales y un Instituto Antropológico.
Para hacer realidad el funcionamiento de la institución recién creada y, de conformidad con el artículo 7° de la Ley 13498, se creó el Consejo de Administración de la Universidad Nacional de la Amazonía Peruana, cuyo objetivo fue formular el plan de organización, financiación y funcionamiento de la institución. 
El 13 de abril de 1962, se aprobó el Estatuto Preliminar de la UNAP, mediante el Decreto Supremo 21, el mismo que constaba de siete títulos y ciento dieciocho artículos.
La ceremonia inaugural se realizó el 31 de mayo de 1962, en el Salón Ramón Castilla del Concejo Provincial de Maynas, la misma que estuvo presidida por el Dr. Eduardo de Souza Peixoto H., presidente del Consejo de Administración, y con la presencia de los miembros del Patronato, de las autoridades de la localidad y el público en general. 
El 4 de junio de 1962, se llevó a cabo la inauguración del primer año académico de la UNAP, a cargo del Dr. Emilio Gordillo Angulo, director de la Escuela de Estudios Generales (ciclo básico), en el local de lo que en ese momento se denominaba Gran Unidad Escolar Mariscal Óscar R.
Benavides. Iniciaron también sus actividades las escuelas de: Ingeniería Químico-Industrial y Agronomía y Forestal. La Escuela de Mecánica y Electricidad, no llegó a establecerse.
La primera Asamblea Universitaria se instaló en 1964, en la que se acordó cambiar la denominación de “escuelas” por la de “facultades”, conformándose las siguientes: Facultad de Ingeniería Químico-Industrial, Facultad de Agronomía y Forestal, Facultad de Educación, Facultad de Ciencias y Humanidades (esta última, formaba profesionales biólogos y físico-matemáticos). Pero, en 1969, y por mandato legal, las facultades cambian de denominación,  constituyéndose en “programas académicos”, los que estaban organizados por departamentos académicos. Por casi quince años estuvo vigente la denominación de programas académicos, hasta que la Ley Universitaria 23733, promulgada el 9 de diciembre de 1983, restituyó el Sistema de Facultades en las universidades del país, hasta hoy vigente. 
Será el 1 de mayo de 1984, en que, por Resolución 001-84-AE-UNAP, se apruebe y promulgue el Estatuto General de la Universidad Nacional de la Amazonía Peruana (EGUNAP), que actualmente está en proceso de revisión y actualización por una Comisión Especial designada por la Asamblea Universitaria.   
Mediante el EGUNAP, la Universidad organizó el régimen académico con nueve facultades: Agronomía, Ciencias Administrativas y Contables (actualmente Ciencias Económicas y de Negocios), Ciencias Biológicas, Ciencias de la Educación y Humanidades, Ingeniería Forestal (ahora Ciencias Forestales), Enfermería, Ingeniería en Industrias Alimentarias, Ingeniería Química y Medicina Humana.
El 2 de julio de 1987, por Resolución Rectoral1081-87-UNAP, se crea la Escuela de Postgrado, ratificada por la Asamblea Nacional de Rectores mediante Resolución 660-93-ANR del 12 de noviembre de 1993, cuyos estudios conducen a los grados de magíster y de doctor. 
En 1990, por Resolución Rectoral 0223-86-UNAP-CU, se crea la Facultad de Zootecnia, con sede en la ciudad de Yurimaguas, entrando en funcionamiento en 1991. 
En 1997, mediante la Resolución Rectoral 1814-97-UNAP, se crea la Facultad de Ingeniería de Sistemas e Informática en Nauta, actualmente está ubicada en la ciudad de Iquitos. 
También en 1997, se crean las facultades de Derecho y Ciencias Políticas y Farmacia y Bioquímica mediante las resoluciones rectorales 1815-97-UNAP y 1816-97-UNAP, respectivamente. 
En 1998, por Resolución Rectoral 1175-98-UNAP, se crea la Facultad de Odontología.

## Estudios
| Pregrado | Pregrado |
| --- | --- |
| Facultad de Agronomía | - Agronomía - Ingeniería en Gestión Ambiental |
| Facultad de Ciencias Biológicas | - Acuicultura - Ciencias Biológicas |
| Facultad de Ciencias de la Educación y Humanidades | - Antropología Social - Educación Física - Educación Inicial - Educación Primaria - Educación Secundaria - Mn: Biología Química - Mn: Ciencias Sociales - Mn: Idiomas Extranjeros Inglés-Francés / Inglés-Alemán - Mn: Lengua y Literatura - Mn: Matemática y Física - Mn: Filosofía y Psicopedagogia |
| Facultad de Ciencias Económicas y de Negocios | - Administración - Contabilidad - Economía - Negocios Internacionales y Turismo |
| Facultad de Ciencias Forestales | - Ingeniería Forestal - Ingeniera en Ecología de Bosques Tropicales |
| Facultad de Derecho y Ciencias Políticas | - Derecho |
| Facultad de Enfermería | - Enfermería |
| Facultad de Farmacia y Bioquímica | - Farmacia y Bioquímica |
| Facultad de Industrias Alimentarias | - Bromatología y Nutrición Humana - Ingeniería en Industrias Alimentarias |
| Facultad de Ingeniera Química | - Ingeniería Química |
| Facultad de Ingeniera de Sistemas e Informática | - Ingeniería de Sistemas e Informática |
| Facultad de Medicina Humana | - Medicina |
| Facultad de Odontología | - Odontología |
| Facultad de Zootecnia | - Zootecnia |
| Maestrías | |
| - Maestría en Ciencias con mención en Ecología y Desarrollo Sostenible - Maestría en Ciencias Forestales con mención en Manejo Forestal - Maestría en Salud Pública - Maestría en Ciencias con mención en Desarrollo Agrario Sostenible - Maestría en Auditoría - Maestría en Finanzas - Maestría en Gestión Pública - Maestría en Gestión Empresarial - Maestría en Negocios Internacionales - Maestría en Ciencias con mención en Agronegocios - Maestría en Docencia e Investigación Universitaria - Maestría en Educación con mención en Gestión Educativa - Maestría en Derecho con mención en Ciencias Penales - Maestría en Derecho con mención en Derecho Civil y Comercial - Maestría en Salud Familiar y Comunitaria - Maestría en Ciencias en Procesos Alimentarios - Mn: Procesamiento de Frutas y Vegetales - Mn: Recursos Hidrobiológicos | |
| Doctorados | |
| - Ciencias Empresariales - Derecho - Educación | |

## Investigación
- Centro de Investigaciones de Recursos Naturales de la UNAP (Cirna - UNAP)
- Centro de Investigación de Lenguas Indígenas de la Amazonía Peruana (Ciliap)

## Rankings académicos
En los últimos años se ha generalizado el uso de rankings universitarios internacionales para evaluar el desempeño de las universidades a nivel nacional y mundial; siendo estos rankings clasificaciones académicas que ubican a las instituciones de acuerdo a una metodología científica de tipo bibliométrica que incluye criterios objetivos medibles y reproducibles, tomando en cuenta por ejemplo: la reputación académica, la reputación de empleabilidad para los egresantes, la citas de investigación a sus repositorios y su impacto en la web. Del total de 92 universidades licenciadas en el Perú, la Universidad Nacional de la Amazonía Peruana se ha ubicado regularmente dentro del tercio superior a nivel nacional en determinados rankings universitarios internacionales.

## Aula Magna

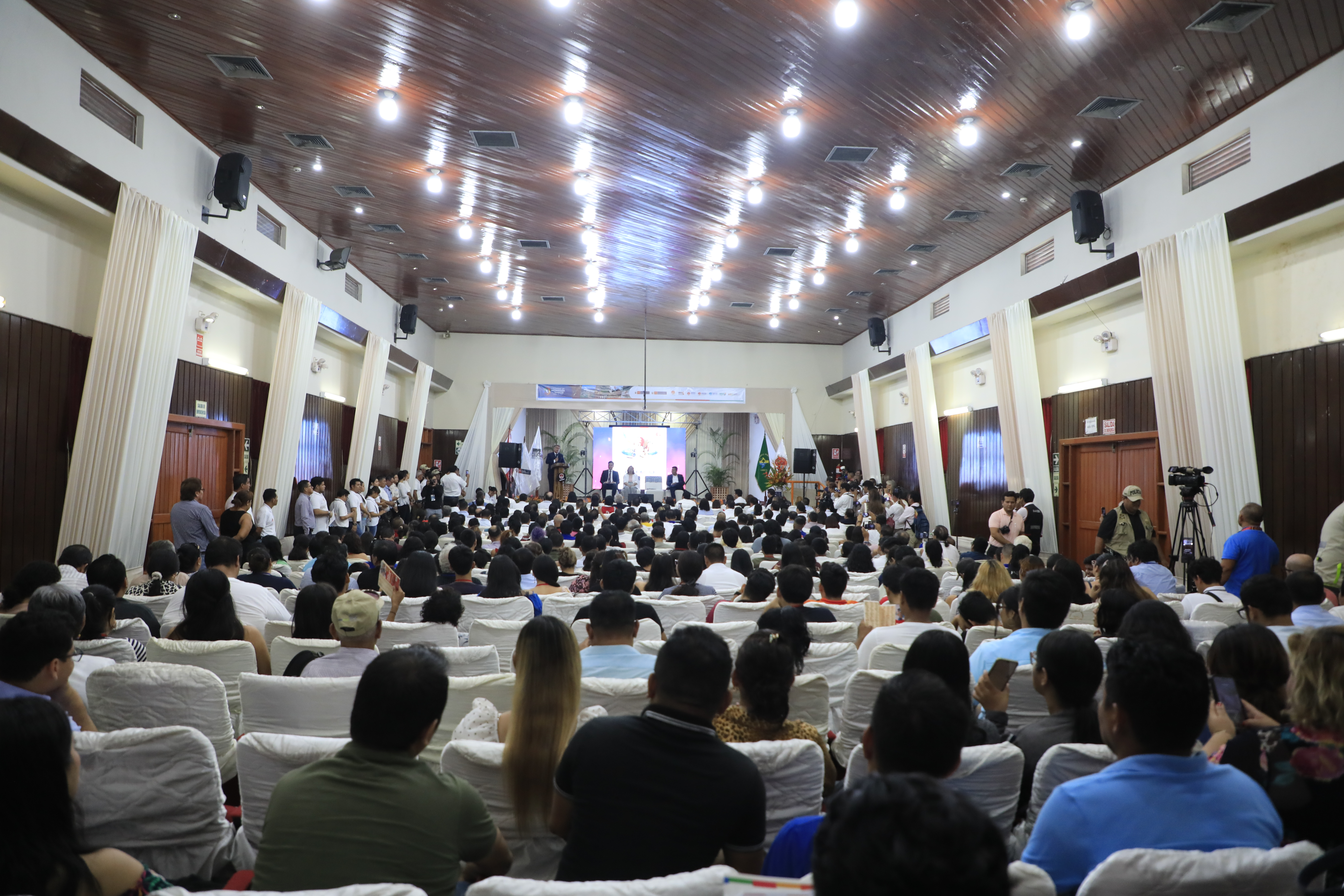
Aula Magna de la universidad

El Aula Magna de la universidad es un edificio multiusos, que alberga un auditorio así como espacios habilitados para impartir cursos de diversas facultades, en ella se celebra siempre el inicio del año académico. Originalmente estaba dirigido solo para desarrollarse actividades de índole artística. En 2013 se desarrolló su remodelación, y a inicios de 2024 sufrió un incendio que afectó principalmente al auditorio.